# Penelope Jane Brown
Penelope Jane Brown es una investigadora británica especializada en el campo de la cristalografía de neutrones. Desarrolló su carrera en el Instituto Laue-Langevin. En 2002, fue la primera mujer en recibir la  Medalla de Michael Faraday del Instituto de Físicas.

## Educación
Brown estudió Ciencias en la Universidad de Cambridge. Tras licenciarse, Brown permaneció en Cambridge para sus estudios de posgrado, y completó su doctorado en 1958 bajo la supervisión de W. H. Taylor. Su trabajo de tesis se centró en la estructura cristalográfica de compuestos intermetálicos. Continuó trabajando en el Laboratorio Cavendish como postdoctorada.

## Carrera científica
Brown completó su primer experimento de difracción de neutrones en el Laboratorio Nacional de Brookhaven en 1961, donde utilizó neutrones polarizados para estudiar la hematita. En 1965, el Laboratorio Cavendish la ascendió a Directora Asistente de Investigación. Colaboró con el Instituto Harwell en su Escuela de Verano de Dispersión de Neutrones.
En 1974 se trasladó al Instituto Laue-Langevin para trabajar como investigadora principal hasta su jubilación en 1994. Brown continuó colaborando en proyectos internacionales de investigación en el Instituto Laue-Langevin hasta 2012. También fue Profesora Invitada en la Universidad de Columbia y en la Universidad de Loughborough.
Brown hizo un uso intenso de las  técnicas de difracción de neutrones polarizados para medir densidades de magnetización y contribuyó al desarrollo del polarímetro de neutrones esférico inventado por Francis Tasset. El polarímetro, llamado Cryopad (Dispositivo de Análisis de Polarización Criogénico) utiliza el efecto Meissner para separar regiones de campo magnético cuya combinación sirve para controlar la polarización del haz de neutrones. Investigó las aleaciones con memoria de forma magnética, y  recibió el premio Walter Hälg de la Asociación Europea de Dispersión de Neutrones por sus contribuciones en este campo. Brown fue la primera mujer en ganar la Medalla de Michael Faraday del Instituto de Físicas, conocido por aquel entonces como Medalla Guthrie. En 2003 devino socia del Newnham College (Universidad de Cambridge).